# Фридрих Вилхелм II (Шлезвиг-Холщайн-Зондербург-Бек)
Фридрих Вилхелм II фон Шлезвиг-Холщайн-Зондербург-Бек (на немски: Friedrich Wilhelm II von Schleswig-Holstein-Sonderburg-Beck; * 18 юни 1687, Потсдам; † 11 ноември 1749, Кьонигсберг, Прусия) от странична линия на Дом Олденбург, е херцог на Шлезвиг-Холщайн-Зондербург-Бек (1728 – 1749), пруски генерал-фелдмаршал, 1747 г. губернатор на Берлин.

## Живот
Той е най-големият син на херцог Фридрих Лудвиг фон Шлезвиг-Холщайн-Зондербург-Бек (1653 – 1728) и съпругата му принцеса Луиза Шарлота фон Шлезвиг-Холщайн-Зондербург-Августенбург (1658 – 1740), дъщеря на херцог Ернст Гюнтер фон Шлезвиг-Холщайн-Зондербург-Августенбург и Августа фон Шлезвиг-Холщайн-Зондербург-Глюксбург.
Фридрих Вилхелм II служи при крал Фридрих Вилхелм I, който му подарява за заслугите му през 1717 г. палат Фридрихсхоф и през 1719 г. дворец Холщайн. През 1725 г. той му дава имението Ризенберг, което продава.
През 1744 г. той продава също имението Бек (Льоне-Уленбург). След смъртта му той е пренесен в Берлин и през 1750 г. е погребан в гробницата на гарнизонската църква.

## Фамилия
Първи брак: пр. 1715 г. с графиня Луиза Даброва († 1715), родена Елеонора Фелицяна фон Лос, вдовица княгиня на фамилията Чарторийски, дъщеря на полския гросшацмейстер Владислаус фон Лос. Бракът е бездетен.
Втори брак: 5 ноември 1721 г. в Шлодиен с графиня и бургграфиня Урсула Анна фон Дона-Шлобитен (* 31 декември 1700; † 17 март 1761), дъщеря на бургграф Кристоф I фон Дона-Шлодиен и Фридерика Мария фон Дона-Вианен. Те имат две деца:
- София Шарлота (1722 – 1763), омъжена I. на 5 юни 1738 г. за граф и бургграф Александер Емилиус фон Дона-Шлобитен, (1704 – 1745, убит в битката при Соор), полковник, син на граф и бургграф Александер фон Дона-Шлобитен[4], II. на 1 януари 1750 г. за принц Георг Лудвиг фон Шлезвиг-Холщайн-Готорп (1719 – 1763), прародителят на великите херцози на Олденбург
- Фридрих Вилхелм III (1723 – 1757), пруски полковник, убит в битката при Прага, неженен